# 모발 색

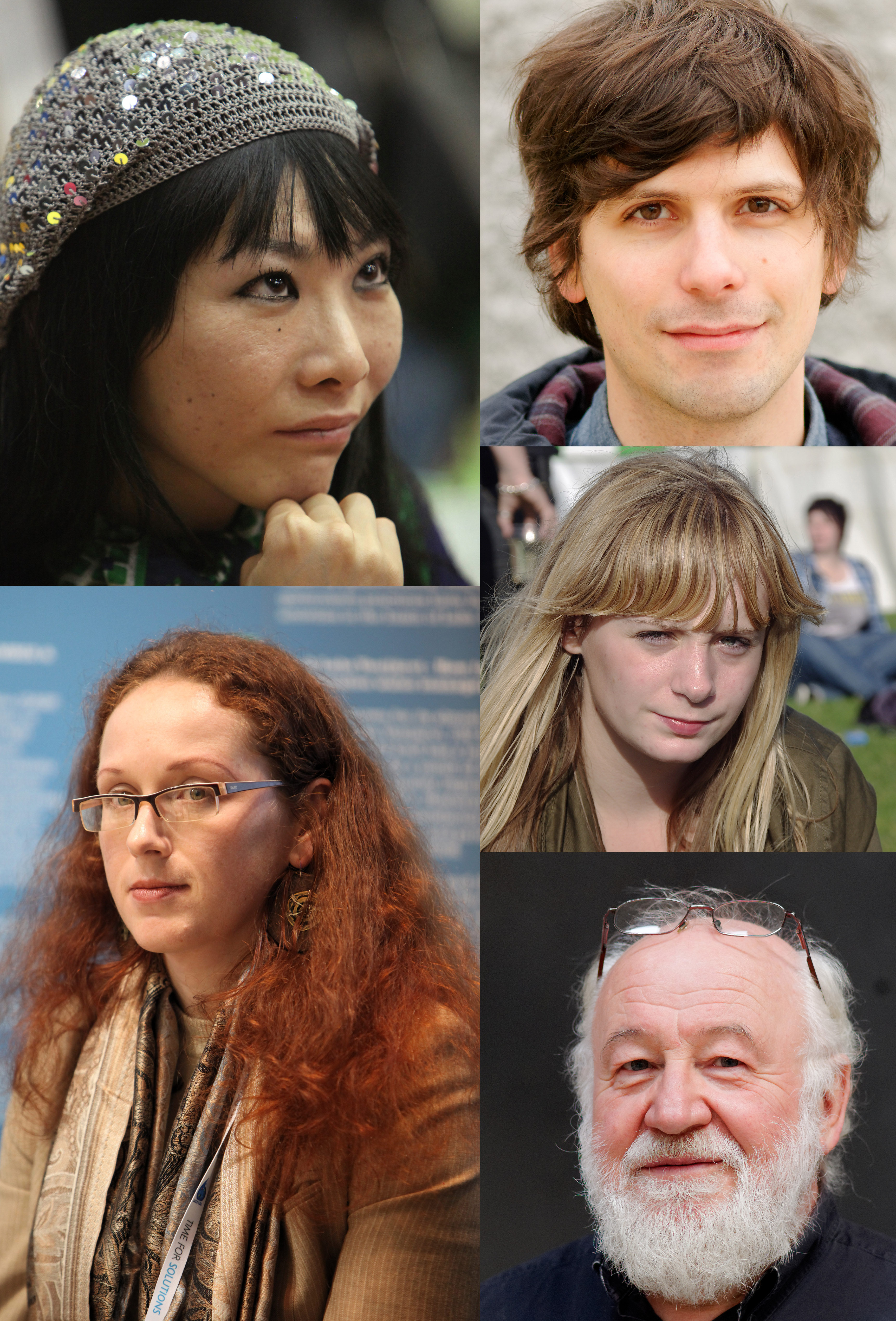

인간의 모발 색(人間 毛髮色, 영어: human hair color)은 유멜라닌과 페오멜라닌이라는 화학 물질에 의해 결정된다. 모발을 비롯한 인간의 체모는 백색 · 엷은 갈색 · 적갈색 · 흑색 등 다양한 색깔이있다. 체모에 유멜라닌이 많으면 머리 색은 진하고, 페오멜라닌이 많으면 붉은 색이 된다. 모발의 색은 지역이나 민족에 따라 다양한 차이가 있다. 검은 머리는 황색 인종 · 니그로이드 등에서 볼 수있으며, 금발 등 비교적 밝은 색의 모발은 백인에게서 볼 수 있다.

## 자연 모발색

### 적갈색머리
적갈색머리를 뜻한다.여자 중에서 많다.

### 백발
백발은 일반적으로 사람이 나이가 들어감에 따라 자연스럽게 발생한다.
일부의 경우 백발은 갑상선 결핍, 바덴부르크 증후군, 비타민 B12 결핍으로 인해 발병할 수 있다.

## 사진

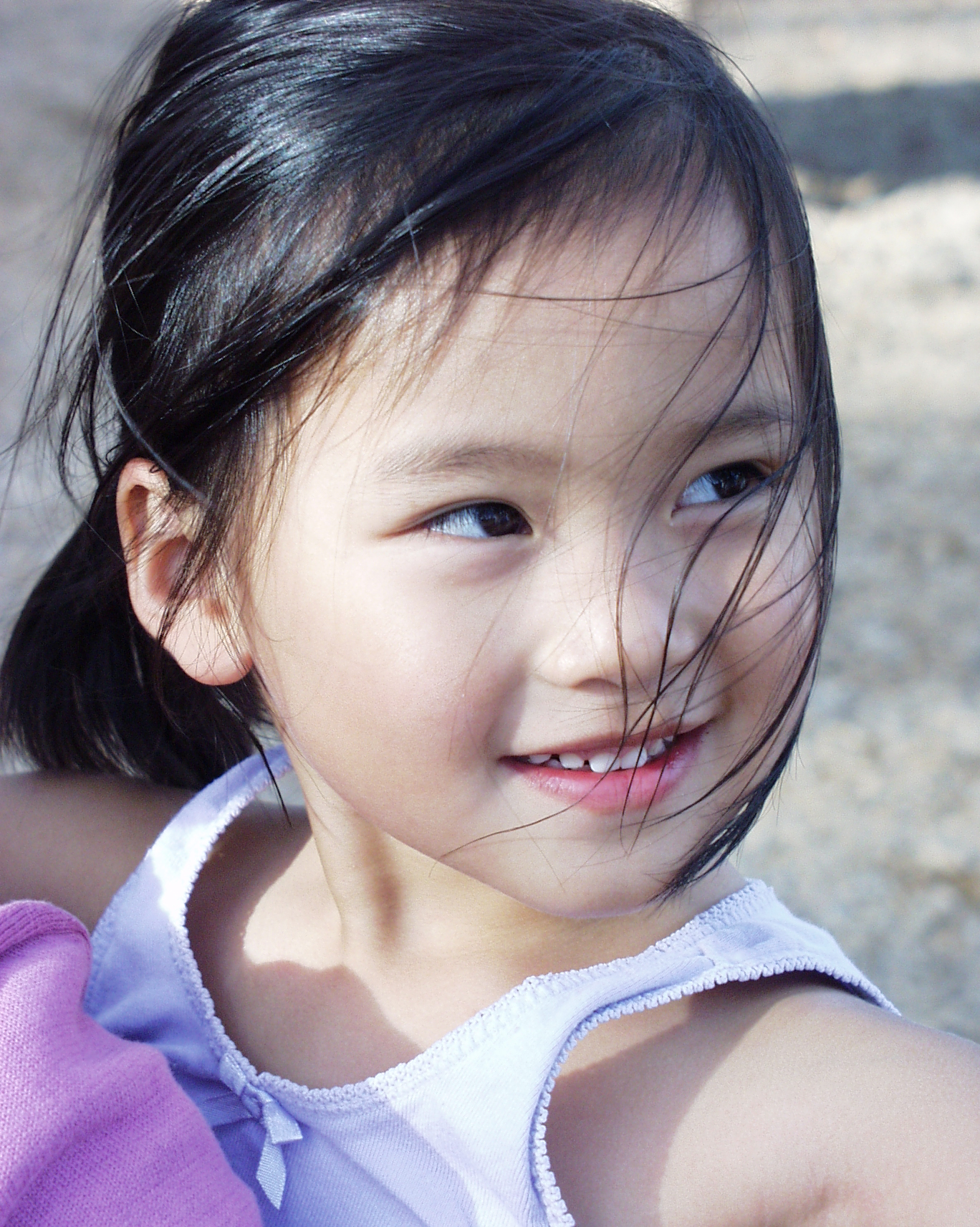
자연산 흑발
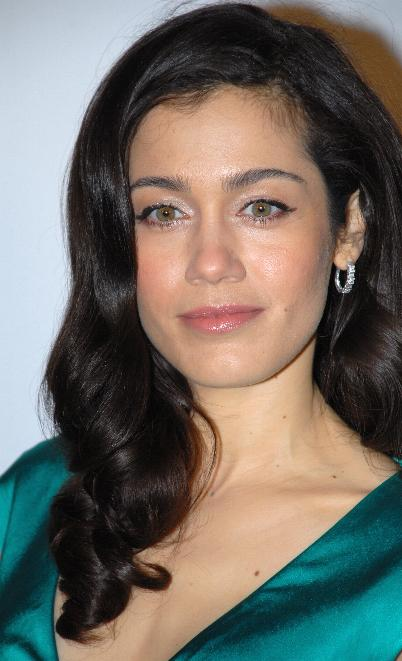
짙은 갈색 머리
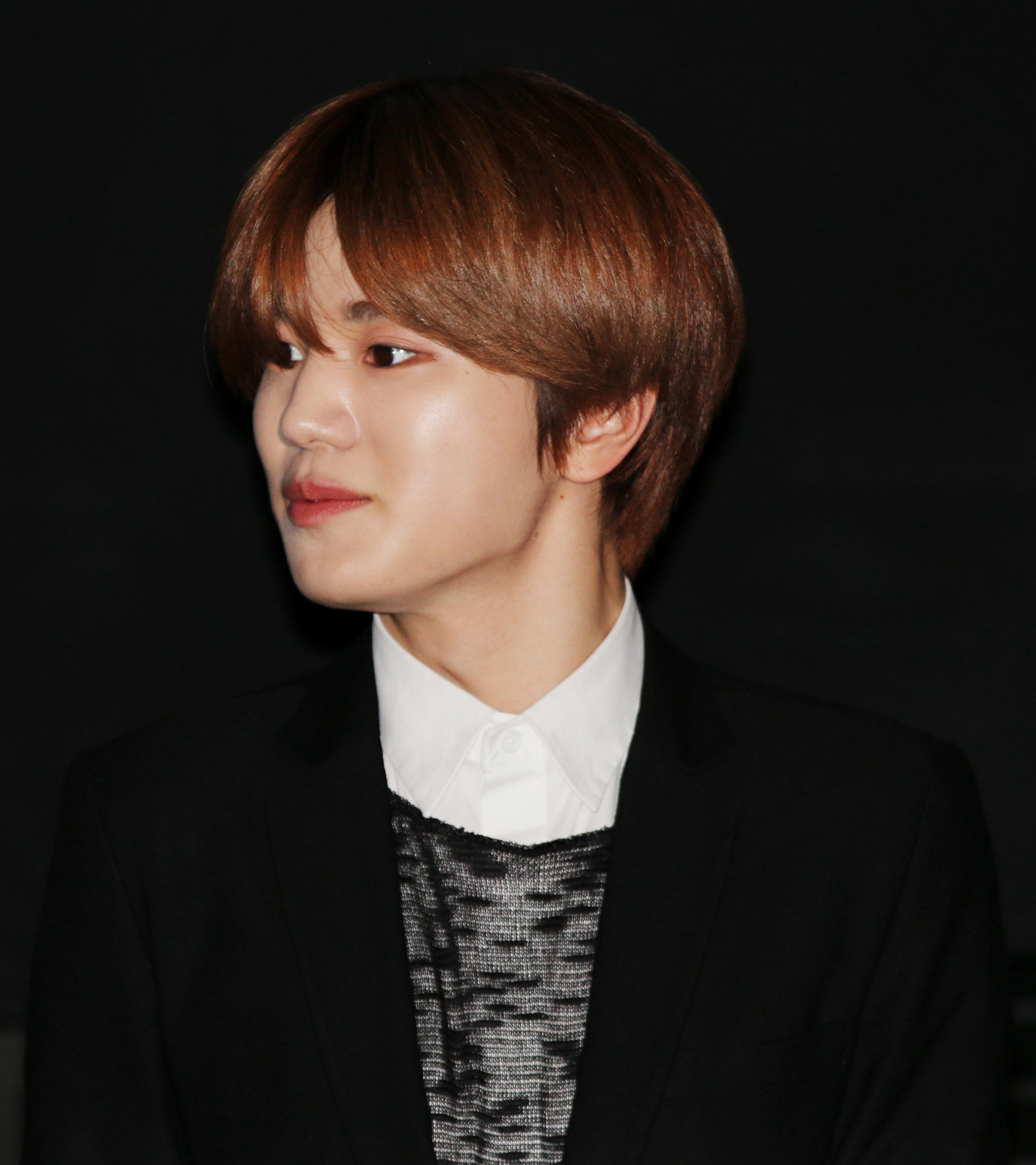
짙은 갈색 머리
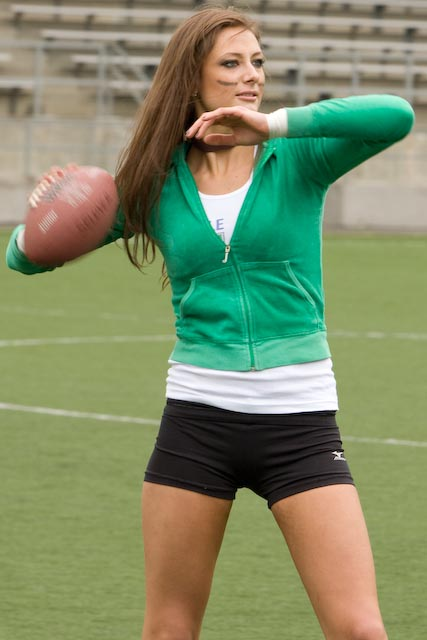
가장 밝은 갈색 머리
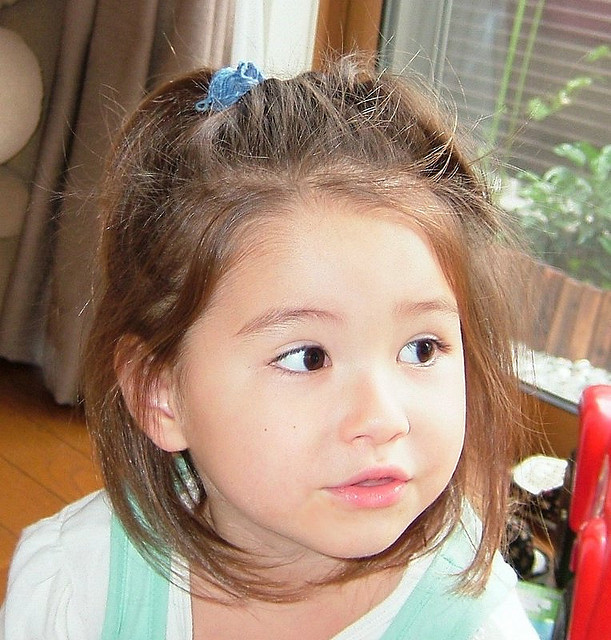
천연 갈색 머리
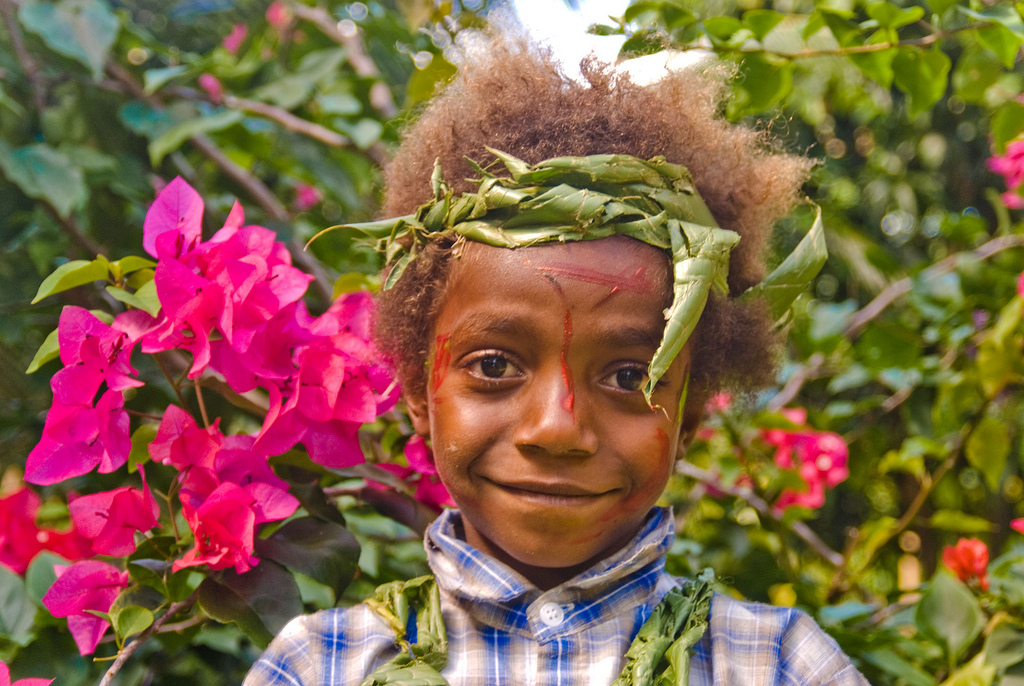
연한 갈색 머리
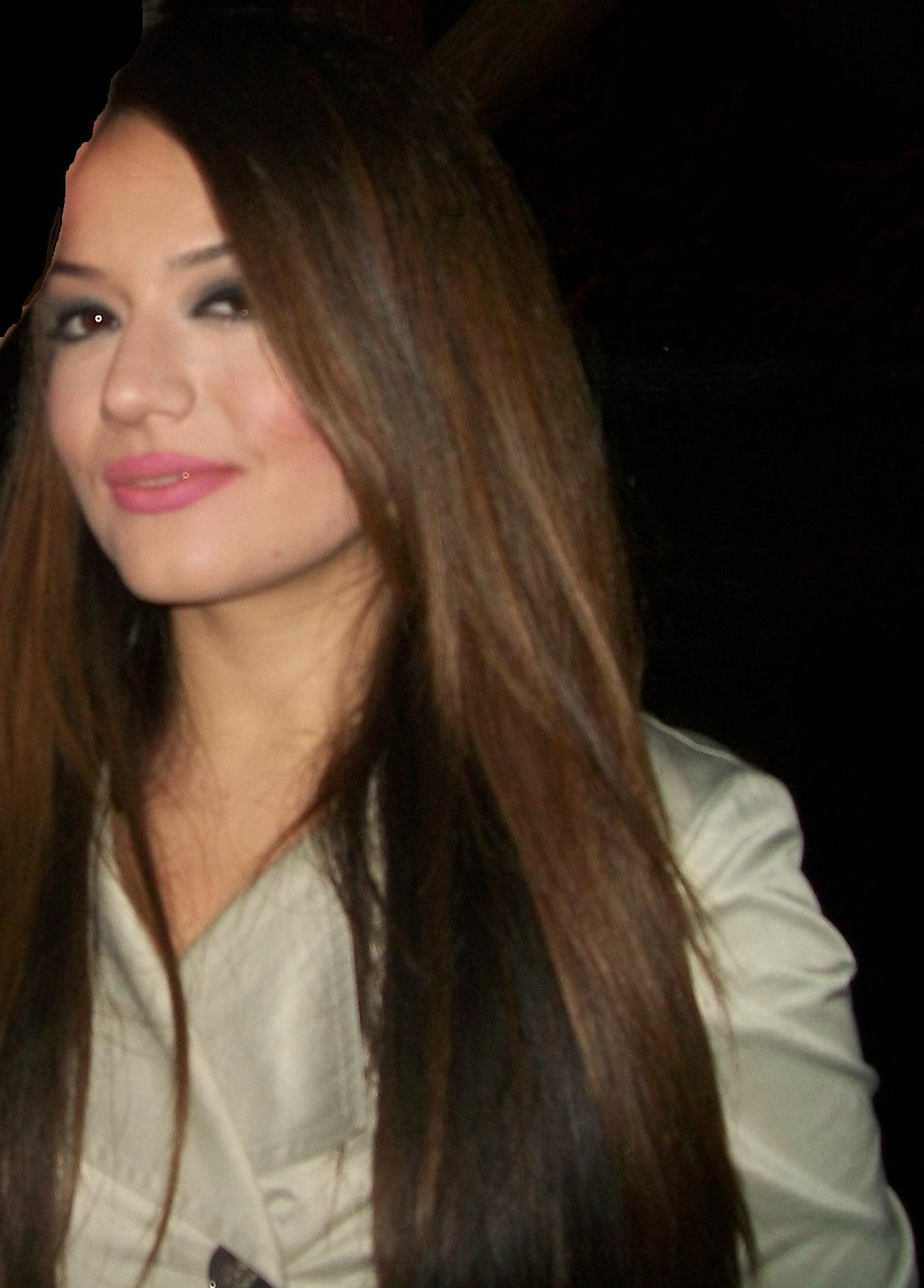
밤갈색 머리
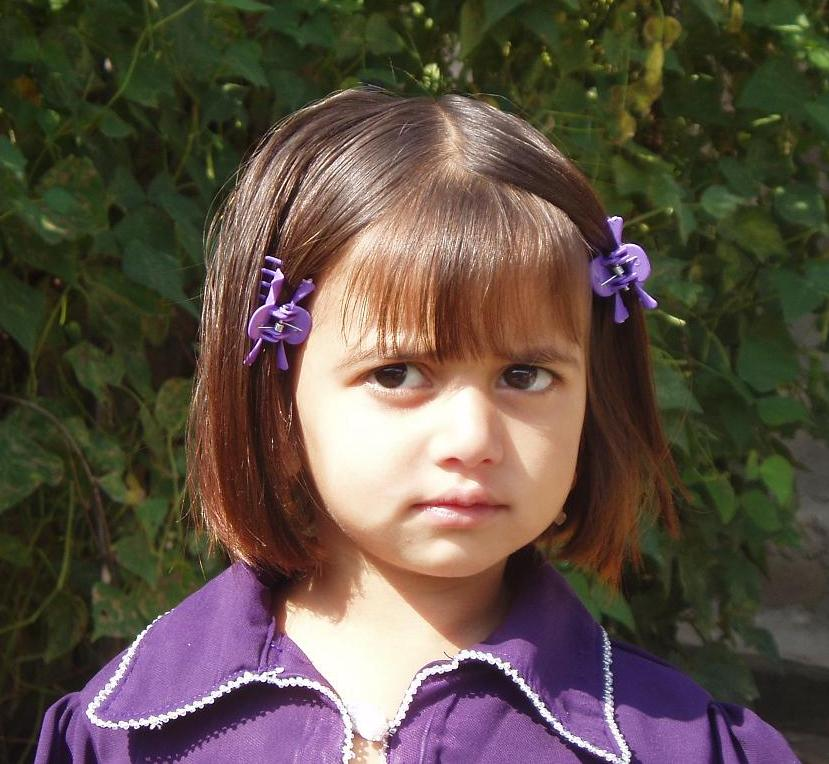
연한 밤갈색 머리
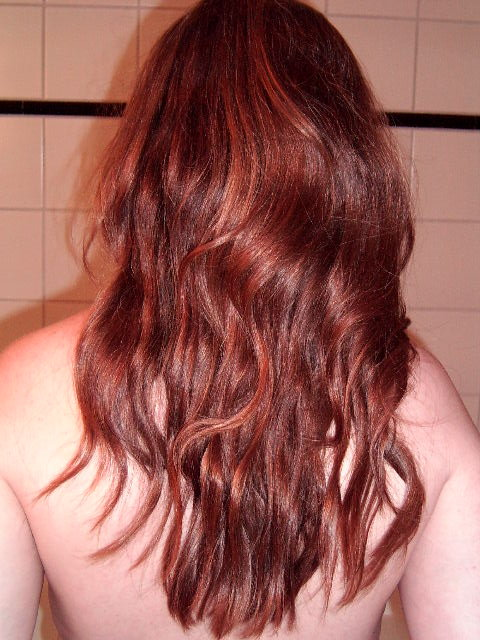
적갈색 머리
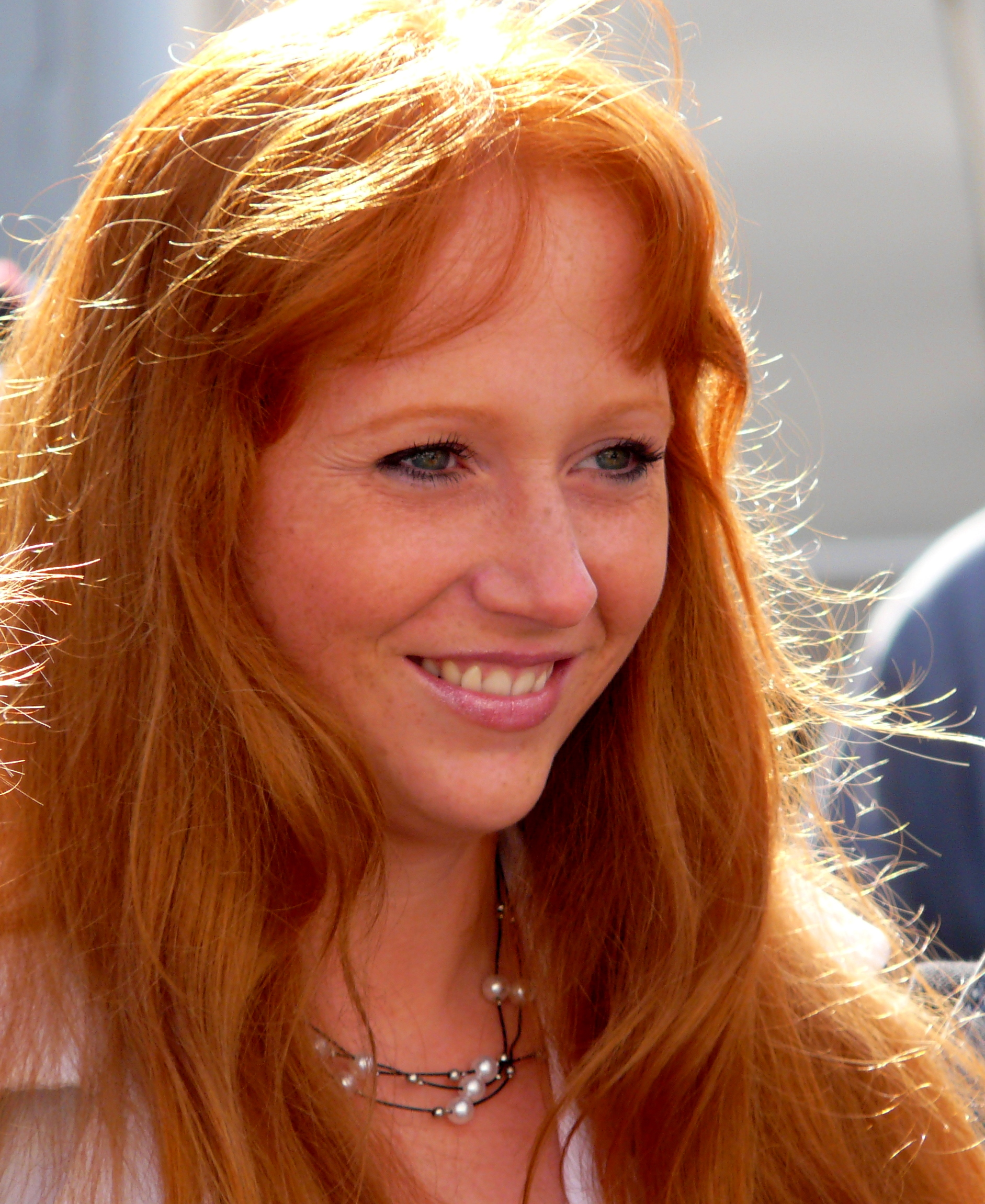
진저헤어
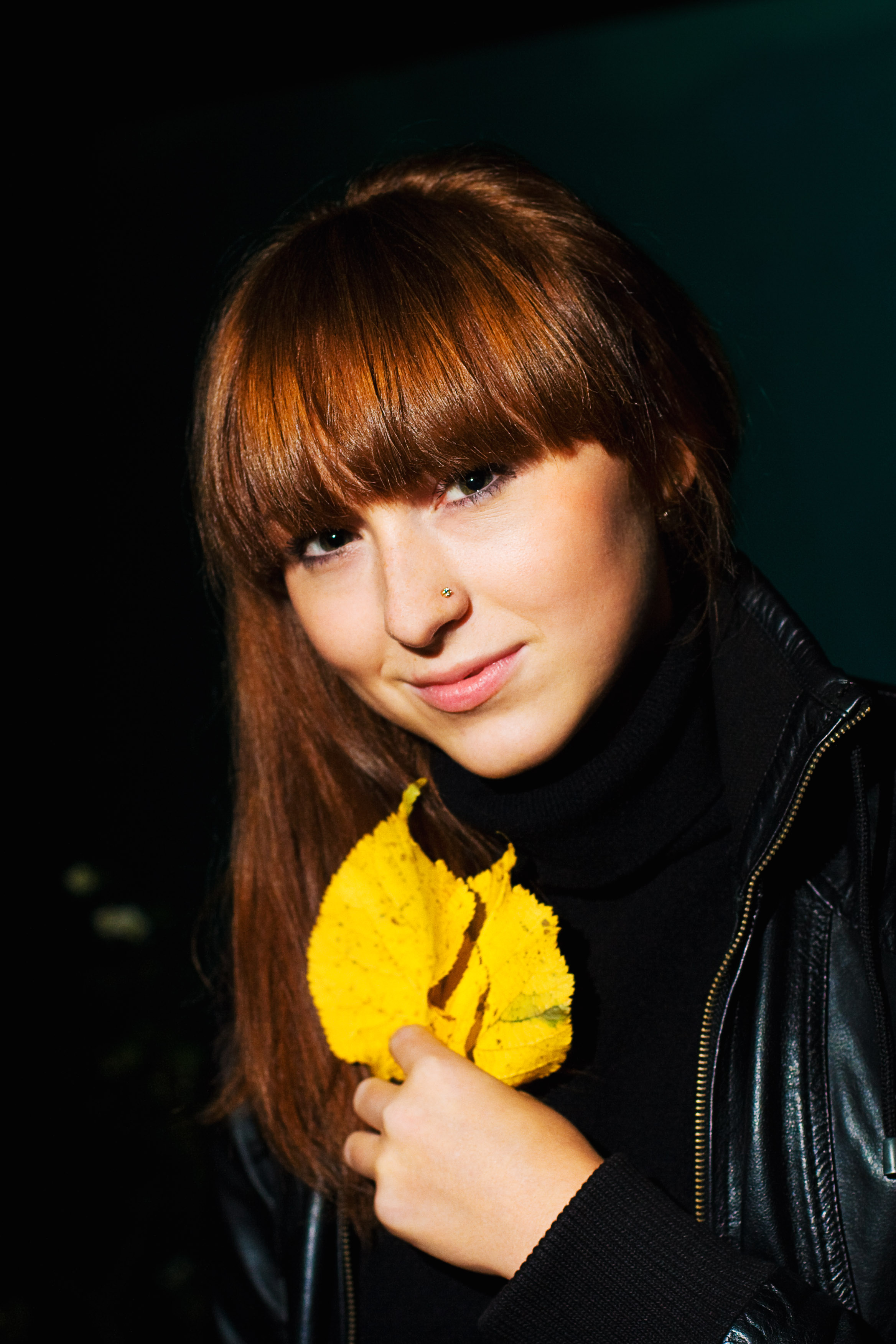
티티안 머리
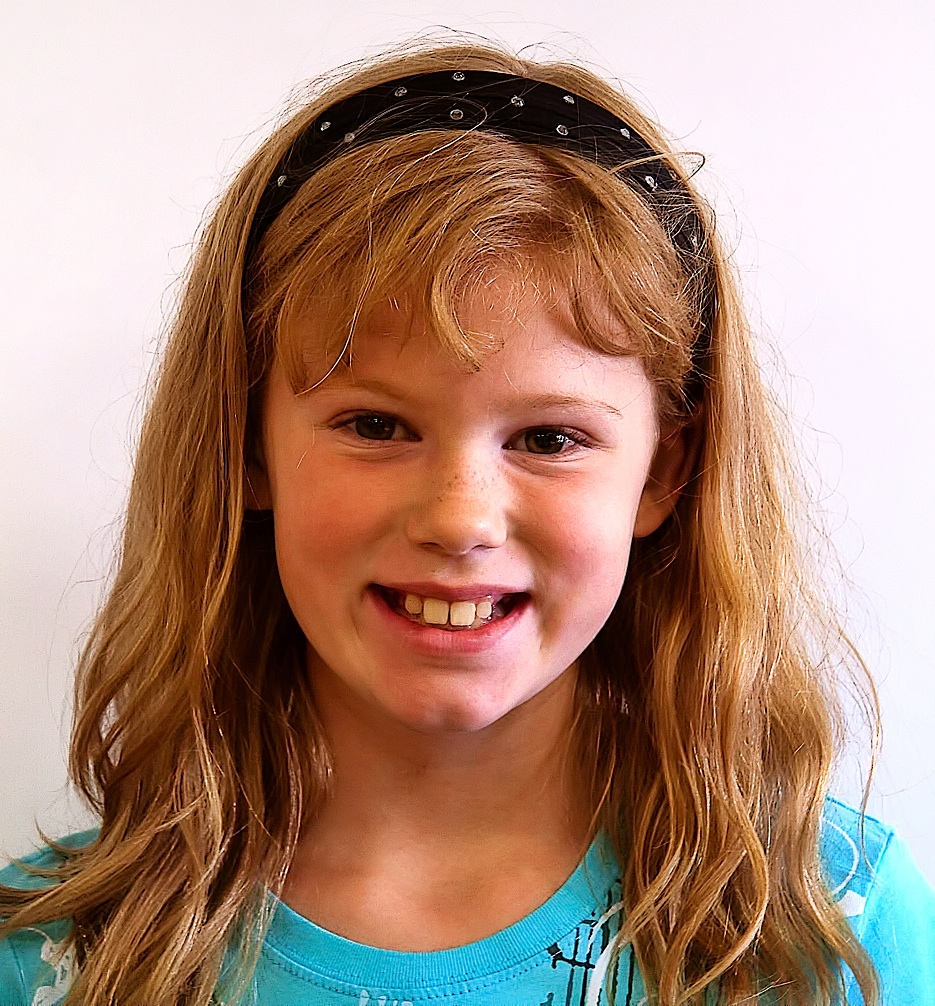
딸기 금발
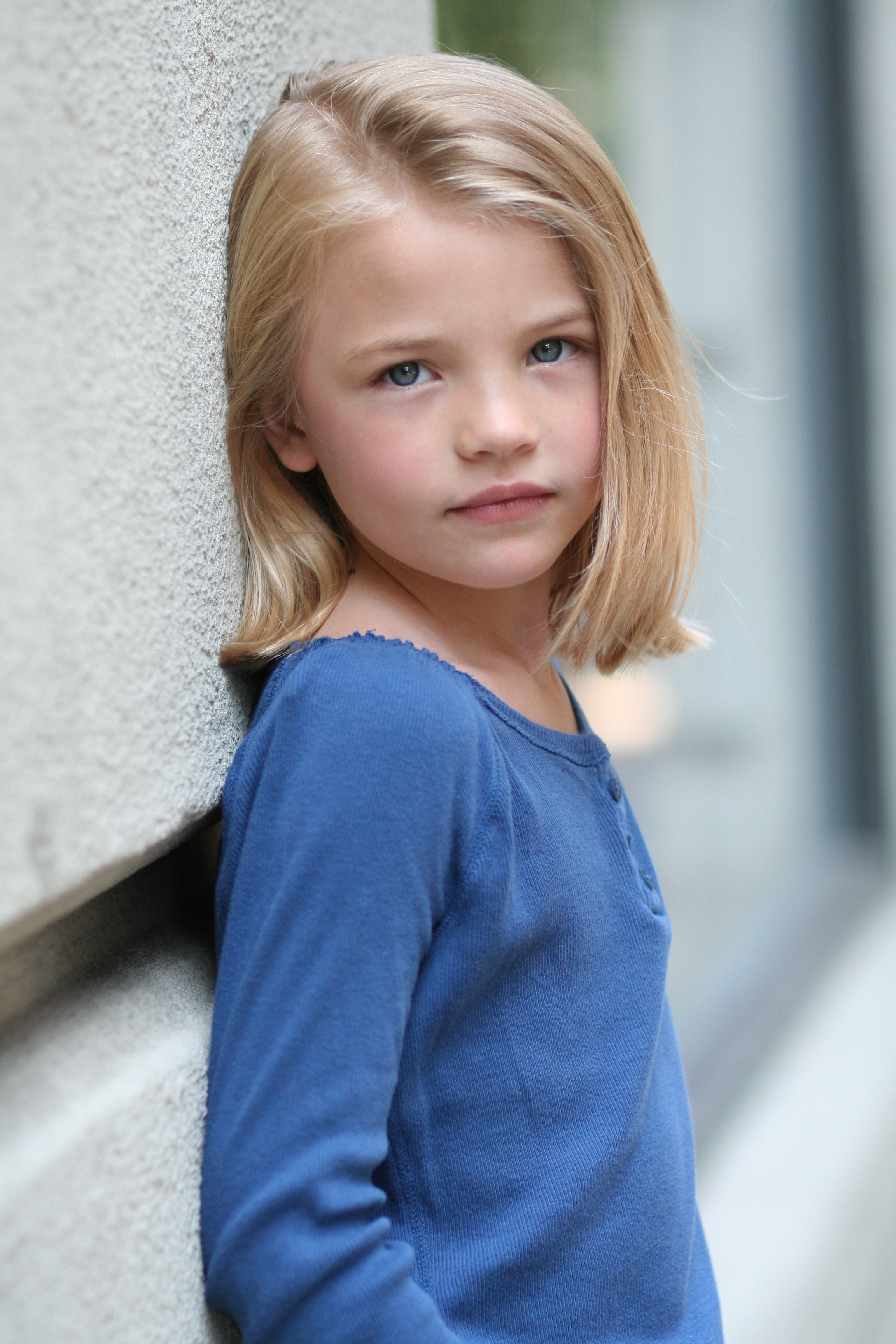
옅은 금발
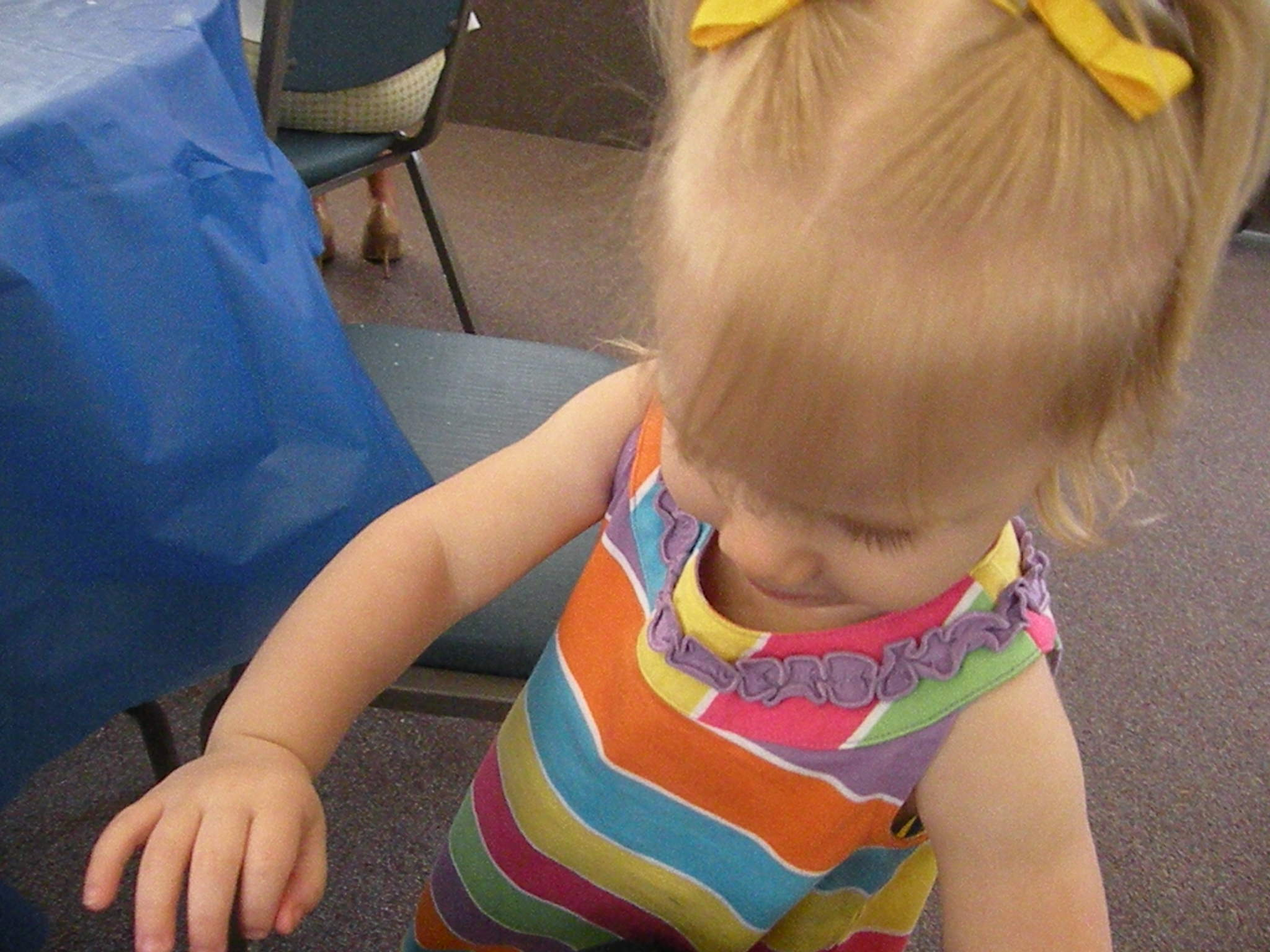
금발 머리
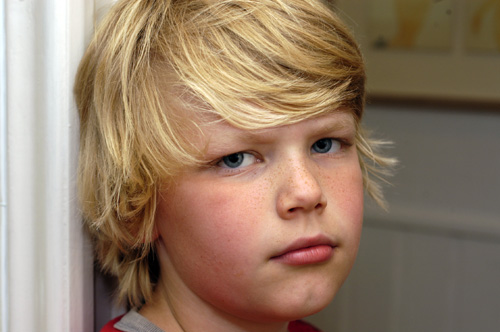
중간 금발
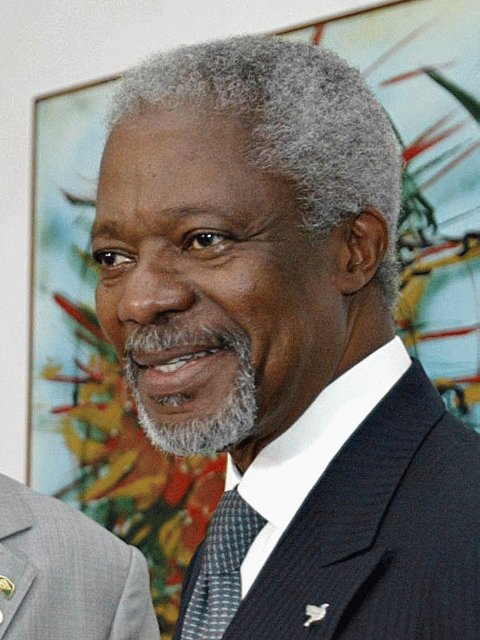
하얀색머리
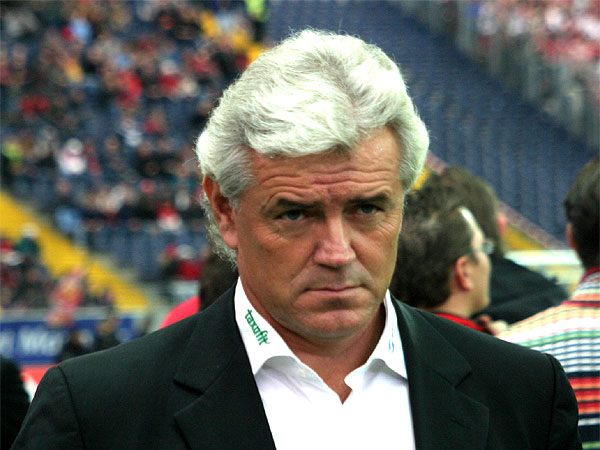
백발
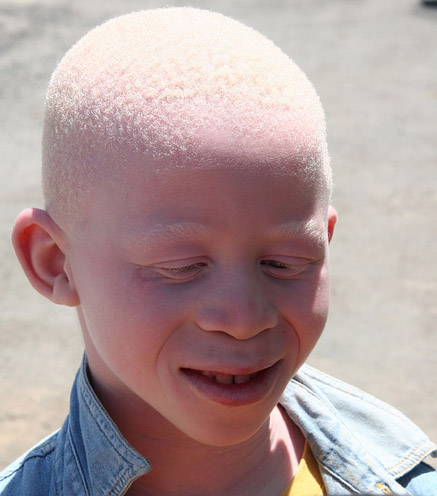
대머리 백발

## 같이 보기
- 헤어 컬러링(염발)
- 헤어 하이라이팅(영어판)
- 머리 모양(헤어스타일)